# 争点訴訟
争点訴訟（そうてんそしょう）とは、日本の行政事件訴訟法に規定がある訴訟の一類型であり、私法上の法律関係に関する訴訟であって、処分若しくは裁決の存否、又は処分若しくは裁決の効力の有無が争われているものをいう（同法45条1項）。同項の見出しが「処分の効力等を争点とする訴訟」であることから、争点訴訟と略称される。
- 行政事件訴訟法は、以下で条数のみ記載する。

## 概要
例えば、農地買収処分の無効を理由とする、旧所有者（地主）の新所有者（小作人）に対する所有権確認の訴えである。
争点訴訟は、行政事件訴訟法に規定があるとはいえ、訴訟物（原告の請求の直接の根拠となる権利又は法律関係。上記の所有権確認の訴えでいえば、農地の所有権）は私法上の権利であるから、あくまで民事訴訟であって行政訴訟ではない。

しかし、実質的に行政庁の処分・裁決の有効性が主要な争点となっているので、無効等確認の訴えに類似して取り扱われている。
準用されている条文
- 行政庁の訴訟参加(23条)
- 出訴の通知(39条)
- 釈明処分の特則(23条の2)
- 職権証拠調べ(24条)
- 訴訟費用の裁判の効力(35条)